# Rathmines Chess Club
Rathmines Chess Club – irlandzki klub szachowy z siedzibą w Dublinie.

## Historia
Klub został założony w 1888 roku, pierwszym przewodniczącym klubu został James Dobson. W 1889 roku klub zadebiutował w Armstrong Cup, w 1895 roku po raz pierwszy zdobył trofeum, ogółem wygrał je dziesięciokrotnie (1895, 1898, 1946, 1978, 1989, 1993, 1996, 2006, 2007, 2012). W 1989 roku klub po raz pierwszy wygrał National Club Championship. W 2002 roku klub połączył się z Crumlin Chess Club i występował pod nazwą Rathmines/Crumlin. W 2004 roku klub po raz drugi zdobył mistrzostwo kraju. W tym samym roku powrócono do nazwy Rathmines Chess Club. W 2005 roku Rathmines zajął trzecie miejsce w National Club Championship, a w 2007 – drugie. Również w 2007 roku klub zadebiutował w Pucharze Europy. W rozgrywkach klub wygrał z Apolonią Fier, a przegrał z Herzliya Chess Club, De Sprénger Echternach, CRELEL Liège, SK1968, Kilkenny Chess Club i Matinkylän SK, w klasyfikacji końcowej zajmując przedostatnie, 55. miejsce.